# Otazu no kata
Otazu no kata (お田鶴の方) (morte en décembre 1568), Otatsu no kata ou Iio Tazu, est une onna-bugeisha de la fin de l'époque Sengoku. Épouse d'Iio Tsuratatsu, elle appartient au clan Imagawa. Lorsque celui-ci perd de sa puissance après la défaite à la bataille d'Okehazama, elle se retourne contre lui et devient la cheffe du clan Iio après la mort de Tsuratatsu.

## Biographie
Otazu no kata naît dans la Province de Mikawa, sa date de naissance est inconnue, mais il existe des théories selon lesquelles elle serait née en 1550. Son père est un vassal d'Imagawa et sa mère est une parente de la famille Imagawa, sa grand-mère maternelle est Jukei-ni et son grand-père est Imagawa Ujichika. Elle vit au château de Kaminogō commandé par son père. Elle se marie probablement très jeune à Iio Tsuratatsu et participe aux affaires militaires du clan Iio.
Le père de Tsuratatsu, Iio Noritsura, meurt à la bataille d'Okehazama en 1560, et Tsuratatsu lui succède comme seigneur du château de Hikuma. La défaite d'Okehazama a laissé les seigneurs de la Province de Tōtōmi dans un état de chaos après la mort d'Imagawa Yoshimoto. En 1562, Ii Naochika est accusé de trahison et tué sur ordre d'Imagawa Ujizane. En 1563, Ii Naohira reçoit l'ordre du clan Imagawa d'attaquer Iio Tsuratatsu au château de Hikuma pour prouver sa loyauté envers Imagawa. Otazu no Kata est consciente de la tension qui règne entre Imagawa, Ii et Iio et invite Naohira à une réunion avec son mari. Elle prévoit de l'éliminer afin de prendre la tête de la région de Totomi. Le 18 septembre, Otazu no Kata empoisonne le thé de Naohira, et il meurt peu de temps après. Sa mort provoque le courroux du clan Imagawa, et Tsuratatsu est condamné à commettre un seppuku.
En 1564, Niino Chikanori, un vassal du clan Ii, entreprend le siège du château de Hikuma. Otazu combat pour défendre le château et Chikanori est tué. Otazu est connue pour son tempérament fougueux, sa ruse et sa rigueur. Elle reste aux côtés de son mari lorsqu'il est accusé de trahison. Ses ordres sonnent comme ceux d'un samouraï général et sa colère face à la désobéissance est bien connue. La même année, les Imagawa découvrent que le clan Iio communique secrètement avec Tokugawa Ieyasu et l'attaquent. La paix est conclue, mais en 1565 Tsuratatsu est convoqué par Ujizane à Suruga, et il est assassiné.
Après la mort de Tsuratatsu, Otazu reçoit l'ordre de quitter le château, mais elle n'en tient pas compte et prend la tête du clan Iio. Elle renforce les défenses du château et envoie un message au clan Takeda, signalant son intention de le rejoindre.

### Siège du château de Hikuma
En décembre 1568, Tokugawa Ieyasu assiège le château de Hikuma. On dit que Ii Naotora (arrière-petite-fille de Ii Naohira) participe activement au siège pour se venger, mais c'est probablement un conte de la période Edo. Otazu commande plus de 300 soldats et un certain nombre de personnes pour la défense. Les messagers d'Ieyasu transmettent une invitation à une reddition pacifique et une promesse pour la sécurité des femmes et des enfants. Otazu la rejette en disant : « Nous avons des femmes, et elles sont nées samouraïs. Aucune des personnes qui vivent ici n'oserait soumettre son foyer à son ennemi. ». Le premier jour du siège, Sakai Tadatsugu et Ishikawa Kazumasa perdent le combat contre l'armée d'Otazu. L'armée Ieyasu attaque de nouveau, avec plus de 300 personnes, mais en vain. Ieyasu attaque encore une fois le château, mais les soldats du château l’arrêtent. Les pertes sont sévères dans les deux camps. Les soldats d'Ieyasu tuent 300 personnes et les soldats du château en massacrent plus de 200, mais l'armée d'Ieyasu est conséquente et ne s'effondre pas. Le dernier jour du siège, Otazu fait ouvrir la porte du château, revêt une armure et se bat avec un naginata, accompagnée de 18 autres femmes armées. Elle perd la vie au combat devant la porte de la forteresse. Ieyasu aurait dit en sa mémoire : « Aucun homme vivant n'aurait pu protéger ses croyances aussi rigoureusement que vous l'avez fait. »
Selon le folklore d'Edo, Otazu no kata est associée de façon posthume au nom Tsubakihime (椿姫, "princesse aux camélias"), parce que la tombe liée à ses restes et ceux de ses compagnes vit fleurir des camélias. Tsukiyama-dono, l'épouse d'Ieyasu, aurait pris soin d'eux en s'émerveillant qu'aucun autre camélia ne puisse égaler leur éclat.